# Geografía de Hong Kong
La geografía de Hong Kong se puede dividir en tres zonas principales: la isla de Hong Kong, la península de Kowloon y los Nuevos Territorios. 
El nombre "Hong Kong" significa literalmente "puerto fragante", el nombre deriva de lo que hoy es la zona de Aberdeen en la isla de Hong Kong, donde antiguamente se comerciaba con productos madereros e incienso. El Puerto de Victoria que separa la isla de Hong Kong de la península de Kowloon es uno de los puertos naturales más profundos del mundo.

## Información general
Hong Kong se encuentra en el continente asiático, sus 260 islas y penínsulas se encuentran ubicadas en el mar de la China Meridional, en el delta del río Perla.
La península de Kowloon al sur de Boundary Street y los Nuevos Territorios al norte de la isla de Hong Kong fueron añadidos a la colonia de Hong Kong en 1860 y 1898 respectivamente. El Puerto de Victoria separa la isla de Hong Kong de la península de Kowloon es uno de los puertos naturales más profundos del mundo. El paisaje de Hong Kong es bastante ondulado con múltiples montañas y pendientes pronunciadas. El punto más alto de Hong Kong es la montaña Tai Mo Shan con 958 metros.
Existen tierras bajas en la parte noroccidental de los Nuevos Territorios.
Hong Kong se sitúa a 60 kilómetros al este de Macao en el lado opuesto del delta del río Perla. Al norte limita con el municipio de Shenzhen. De los 1104 km² que componen Hong Kong, menos del 25 % se dedica al desarrollo, el resto del territorio está reservado a parques y reservas naturales.

## Clima
El clima de Hong Kong es subtropical y monzónico, con inviernos fríos y secos y unos veranos calurosos y húmedos. La media de precipitaciones anuales es elevada pero el 80 % de las lluvias se suelen concentrar entre mayo y septiembre. Ocasionalmente Hong Kong se ve afectada por ciclones tropicales entre los meses de mayo y noviembre, pero son más habituales entre julio y septiembre. La temperatura media en Hong Kong varía entre los 17 °C en enero a los 29 °C en julio.
Enero y febrero suelen ser los meses más nublados, con ocasionales frentes fríos seguidos de vientos secos del norte. No es raro que las temperaturas bajen por debajo de 10 °C en las zonas urbanas. Las temperaturas bajo cero y las heladas solo suelen ocurrir en los terrenos altos de los Nuevos Territorios.
Marzo y abril suelen ser meses agradables, aunque hay períodos ocasionales de alta humedad, en esta época la niebla y la llovizna son comunes en las tierras altas que se expone al sureste.
Los meses de mayo a octubre son calurosos y húmedos con lluvias ocasionales y frecuentes tormentas eléctricas, las temperaturas por la tarde a menudo superan los 31 °C, mientras que por la noche las temperaturas generalmente se mantienen alrededor de 26 °C con una humedad alta.
noviembre y diciembre suelen tener mucho sol y temperaturas agradables acompañadas de suaves brisas.
| Parámetros climáticos promedio de Hong Kong | Parámetros climáticos promedio de Hong Kong | Parámetros climáticos promedio de Hong Kong | Parámetros climáticos promedio de Hong Kong | Parámetros climáticos promedio de Hong Kong | Parámetros climáticos promedio de Hong Kong | Parámetros climáticos promedio de Hong Kong | Parámetros climáticos promedio de Hong Kong | Parámetros climáticos promedio de Hong Kong | Parámetros climáticos promedio de Hong Kong | Parámetros climáticos promedio de Hong Kong | Parámetros climáticos promedio de Hong Kong | Parámetros climáticos promedio de Hong Kong | Parámetros climáticos promedio de Hong Kong |
| Mes                                         | Ene.                                        | Feb.                                        | Mar.                                        | Abr.                                        | May.                                        | Jun.                                        | Jul.                                        | Ago.                                        | Sep.                                        | Oct.                                        | Nov.                                        | Dic.                                        | Anual                                       |
| ------------------------------------------- | ------------------------------------------- | ------------------------------------------- | ------------------------------------------- | ------------------------------------------- | ------------------------------------------- | ------------------------------------------- | ------------------------------------------- | ------------------------------------------- | ------------------------------------------- | ------------------------------------------- | ------------------------------------------- | ------------------------------------------- | ------------------------------------------- |
| Temp. máx. media (°C)                       | 18.6                                        | 18.6                                        | 21.5                                        | 25.1                                        | 28.4                                        | 30.4                                        | 31.3                                        | 31.1                                        | 30.2                                        | 27.7                                        | 24.0                                        | 20.3                                        | 25.6                                        |
| Temp. mín. media (°C)                       | 14.1                                        | 14.4                                        | 16.9                                        | 20.6                                        | 23.9                                        | 26.1                                        | 26.7                                        | 26.4                                        | 25.6                                        | 23.4                                        | 19.4                                        | 15.7                                        | 21.1                                        |
| Precipitación total (mm)                    | 24.9                                        | 52.3                                        | 71.4                                        | 188.5                                       | 329.5                                       | 388.1                                       | 374.4                                       | 444.6                                       | 287.5                                       | 151.9                                       | 35.1                                        | 34.5                                        | 2382.7                                      |
| Fuente: Hong Kong Observatory 2008          |                                             |                                             |                                             |                                             |                                             |                                             |                                             |                                             |                                             |                                             |                                             |                                             |                                             |

## Geología

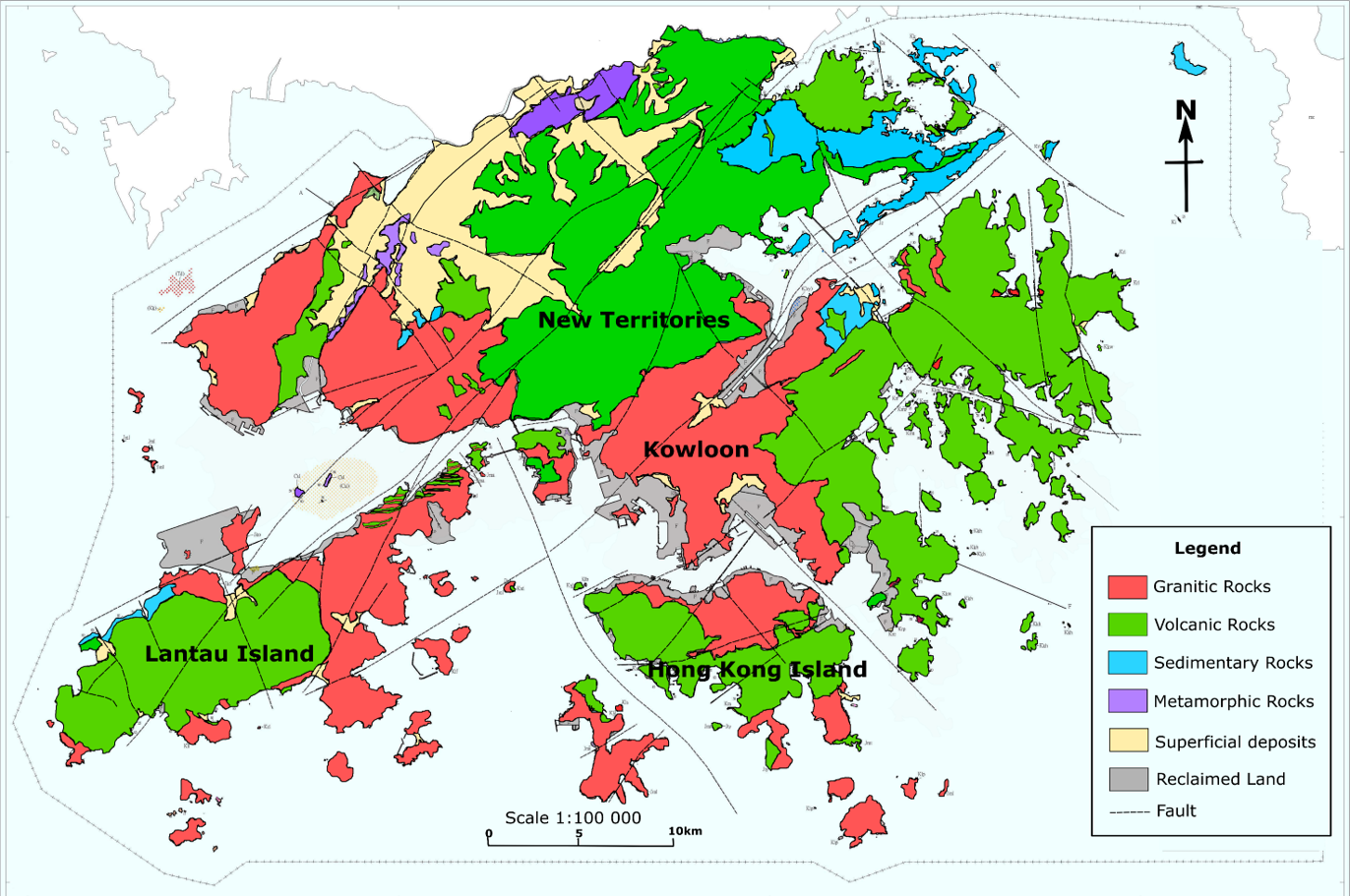
Mapa Geológico de Hong Kong que muestra la distribución de fallas y tipos de rocas diferentes en Hong Kong. Modificación del Departamento de Desarrollo de Ingeniería Civil, HKSAR.

La geología de Hong Kong está dominada por rocas ìgneas (incluyendo rocas graníticas y rocas volcánicas) formadas durante un periodo de erupción volcánico importante en la era Mesozoica. Compuesta por 85 % de la superficie terrestre de Hong Kong y el restante 15 % mayoritariamente por rocas sedimentarias localizdas en el nordeste Nuevos Territorios. Hay también un porcentaje muy pequeño (menos de 1 %) de rocas metamórficas en Nuevos Territorios. Estas están formados por la deformación de rocas sedimentarias preexistentes que cambiaron sus ensamblajes minerales (metamorfismo).
En términos de geología estructural, las fallas en Hong Kong principalmente están corriendo del nordeste al suroeste. Características de deformación como rocas cortadas, pliegues y rocas con fallas se pueden encontrar en fallas importantes cercanas como los bancos del canal de Tolo. Algunas estructuras como el enjambre de dique de Latau y la caldera deformada, evidencian la actividad de fallas pasadas. Las fallas han dado forma al paisaje de Hong Kong.

### Principales picos
1. Tai Mo Shan - 957 m,
2. Pico Lantau (Fung Wong Shan) - 934 m, en la Isla Lantau
3. Pico Sunset (Tai Tung Shan) - 869 m, en la Isla Lantau
4. Sze Fong Shan - 785 m
5. Lin Fa Shan - 766 m, en la Isla Lantau
6. Nei Lak Shan - 751 m, en la Isla Lantau
7. Yi Tung Shan - 747 m, en la Isla Lantau
8. Ma On Shan - 702 m
9. The Hunch Backs (Ngau Ngak Shan) - 674 m
10. Grassy Hill - 647 m
11. Wong Leng - 639 m
12. Buffalo Hill - 606 m
13. West Buffalo Hill - 604 m
14. Pico Kowloon (Fei Ngo Shan) - 602 m
15. Shun Yeung Fung - 591 m
16. Tiu Shau Ngam - 588 m
17. Kai Kung Leng - 585 m
18. Pico Castle - 583 m
19. Lin Fa Shan, Tsuen Wan - 578 m
20. Tate's Cairn (Tai Lo Shan) - 577 m

La Cumbre Victoria, el pico más alto de la isla de Hong Kong, tiene 552 m lo que le convierte en el 24º pico más alto de Hong Kong.